# Copernicus (cráter marciano)
Copernicus es un gigantesco cráter de impacto del planeta Marte situado al oeste del cráter Ptolemaeus, al noroeste de Nordenskiöld, al norte de Liu Hsin y al este de Very, a 48.8° sur y 168.8º oeste. El impacto causó un boquete de 300 kilómetros de diámetro. El nombre fue aprobado en 1973 por la Unión Astronómica Internacional, en honor al astrónomo polaco Nicolás Copérnico (1473 - 1543).